# Афера с отровите
Аферата с отровите (на френски: affaire des poisons) е голям скандал за убийство в Кралство Франция по време на управлението на крал Луи XIV. Между 1677 и 1682 г. редица видни членове на аристокрацията са замесени и осъдени по обвинения в отравяне и магьосничество. Скандалът стига и до най-близкото обкръжение на краля. Това води до екзекуцията на 36 души.

## Контекст и произход
Делото започва през 1675 г. след процеса срещу Мадам дьо Бринвийе, която е обвинена в заговор с любовника си, армейския капитан Годен дьо Сент-Кроа, да отрови баща си Антоан Дрю д'Обре през 1666 г. и двама от нейните братя, Антоан д-Обре и Франсоа д'Обре, през 1670 г., за да наследи техните имоти. Има и слухове, че тя е тровила болни хора по време на посещенията си в болници.
След като е обвинена, тя бяга, но е арестувана в Лиеж. Мадам дьо Бринвийе е измъчвана и признава, осъдена е на смърт и на 17 юли е измъчвана с вода (принудена е да изпие шестнадесет литра вода) и след това е обезглавена, а тялото ѝ е изгорено на клада. Нейният предполагаем съучастник Сент-Кроа не е изправен пред обвинения, защото е починал от естествена смърт през 1672 г.
Сензационният процес привлича вниманието към други мистериозни смъртни случаи, което дава началото на слухове. Видни хора, включително Луи XIV, се разтревожват, че може да бъдат отровени.

## Последици и разследване
Самата афера започва през февруари 1677 г. след ареста на гадателката Мадлен дьо Ла Гранж по обвинения във фалшификация и убийство. Тя се обръща към Франсоа Мишел Льо Телие, маркиз на Лувоа, твърдейки, че има информация за други престъпления от голямо значение. Лувоа докладва на краля, който казва на началника на полицията Габриел Никола дьо ла Рени, който между другото е началник на парижката полиция, да изкорени отровителите. Ла Рени се опита да успокои краля. Последвалото разследване на потенциални отровители води до обвинения в магьосничество, убийство и др.
Властите арестуват редица гадатели и алхимици, заподозрени, че продават не само гадания, сеанси 

и афродизиаци, но също и отрова. Някои от тях са си признават с мъчения и дават на властите списъци на свои клиенти, за които се твърди, че са купили отрова, за да се отърват от своите съпрузи или съперници в кралския двор.
Най-известният случай е този на акушерката Катрин Дешай Монвоазен или Ла Воазен, арестувана през 1679 г., след като е уличена от отровителката Мари Бос. Ла Воазен замесва няколко важни придворни. Сред тях са Олимпия Манчини – графиня на Соасон, нейната сестра Мария Анна – херцогиня на Буйон, Франсоа Анри дьо Монморанси, херцог на Люксембург и, най-важната – любовницата на краля мадам дьо Монтеспан.
Разпитана в нетрезво състояние, Ла Воазен твърди, че Монтеспан е купила афродизиаци и е изпълнявала черни меси с нея, за да спечели и запази благоволението на краля пред съперничещите ѝ любовници. Тя е работила със свещеник на име Етиен Гибур. Няма никакви доказателства освен нейните признания, но лошата репутация следва тези хора след това. Елинор Херман в книгата си „Секс с крале“ твърди, че полицията, следвайки съобщенията за „бебешки кости“, е открила останките на 2500 бебета в градината на Ла Воазен. Въпреки това Ан Съмърсет оспорва това в книгата си „Аферата с отровите“ и заявява, че не се споменава градината да бъде претърсена за човешки останки.
В скандала е замесен и Юсташ Доже дьо Кавой – най-възрастният жив потомък на виден благороднически род. Кавой е лишен от наследство от семейството си, когато в акт на разврат той избира да отпразнува Разпети петък с черна литургия. След лишаването си от наследство той отваря доходоносна търговия с арсен и афродизиаци. Той мистериозно изчезва след внезапното прекратяване на официалното разследване на Луи XIV през 1678 г. Заради това и заради името му той някога е бил заподозрян, че е Човекът с желязната маска. Въпреки това тази теория е изпаднала в немилост, тъй като сега е известно, че той е бил затворен от семейството си през 1679 г. в затвора Сен Лазар.

## Край на процеса
Ла Воазен е осъдена на смърт за магьосничество и отравяне и изгорена на клада на 22 февруари 1680 г. Маршал Монморанси-Бутвил е хвърлен в затвора за кратко през 1680 г., но по-късно е освободен и става капитан на гвардията. Министърът Жан-Батист Колбер помага да се потушат нещата.
Дьо Ла Рейни възстановява специалния съд Chambre Ardente („горящ двор“), за да съди случаи на отравяне и магьосничество. Той разследва редица случаи, включително много свързани с благородници и придворни в кралския двор. През годините съдът осъжда 34 души на смърт за отравяне или магьосничество. Двама умират при мъчения, а няколко придворни са заточени. Съдът е премахнат през 1682 г., тъй като кралят не може да рискува публичността на такъв скандал. На това началникът на полицията Рейни каза, че „огромността на техните престъпления доказа тяхната защита“.

## Последици
Може би най-важният ефект от скандала и последвалите преследвания е експулсирането от Франция на графинята на Соасон. Нейният син принц Евгений Савойски-Каринян остава във Франция, само за да открие, че високопоставеният позор на майка му му пречи да реализира личните си амбиции, тъй като на практика му е забранено да преследва военна кариера. В крайна сметка той напуска Франция, подхранвайки дълбока неприязън към Луи XIV, и постъпва на служба при заклетите врагове на Франция, Хабсбургите. След време става известен като един от най-великите генерали на епохата и един от факторите зад провала на кандидатурата на Луи XIV за хегемония в Европа.

## Заподозрени и присъди
В аферата с отровите са замесени 442 заподозрени: издадени са 367 заповеди за арести, от които 218 са изпълнени. От осъдените 36 са екзекутирани; петима са осъдени на галера и 23 на заточение. Това изключва тези, които са починали в ареста от мъчения или самоубийство. Освен това, много обвиняеми никога не са били изправени пред съда, а са оставени извън съдебната система и доживотно затворени с lettre de cachet.
От осъдените доживот с lettre de cachet шест жени са затворени в Шато дьо Вилфранш, 18 мъже в Шато дьп Салс, 12 жени в Бел Ил ан Мер, десет души в Шато дьо Безансон, 14 жени в Сент Андре де Салан и 5 жени във Фор ле Бен.

### Неклиенти
Тук са изброени хората от аферата с отровите, които са осъдени или наказани без присъда за това, че са били професионално замесени в престъпна дейност; като отровители или окултисти или по други начини, свързани с организацията на Ла Воазен. Тяхното наказание е споменато след името и ролята им.
| Име                                   | Роля                                                               | Наказание/Съдба |
| ------------------------------------- | ------------------------------------------------------------------ | --- |
| Робер дьо Ламирè, господар на Башимон | алхимик, свързан с алхимика Луи дьо Ванан                          | доживотна присъда с lettre de cachet в Сент Андре дьо Салан                                                                               |
| Мари дьо Башимон                      | алхимичка, свързана с Луи дьо Ванан, съпруга на Роже дьо Башимон   | доживотна присъда с lettre de cachet в Сент Андре дьо Салан                                                                               |
| Матюрин Барантон                      | отровителка                                                        | екзекутирана септември 1681 |
| Ла Белиер                             | гадателка                                                          | доживотна присъда с lettre de cachet |
| Франсоа Бело                          |                                                                    | екзекутиран през юни 1679 |
| Мартин Бержеро                        | гадател                                                            | |
| Бертран                               | отровител, съдружник на Ла Воазен                                  | доживотна присъда с lettre de cachet в Шато дьо Салис                                                                                     |
| Дени Покюло, господар на Блеси        | алхимик, любовник на Ла Воазен                                     | осъден на галера |
| Мари Бос                              | гадателка, отровителка                                             | изгорена на клада май 1679 |
| Мари Буфе                             | правеща аборти, съдружничка на Маргьорит Жоли                      | обесена декември 1681 |
| Пиер Кадлан                           | свързан с Ванан                                                    | доживотна присъда с lettre de cachet (умрял септ. 1684)                                                                                   |
| Жан Шафран                            | любовница на Гибур                                                 | |
| Мадлен Шаплен                         | гадателка, свързана с Филастр                                      | доживотна присъда с lettre de cachet в Бел Ил ан Мер (умира юни 1724); последният осъден на смърт от тези, чиято дата на смърт е известна |
| Ан Шерон (зарзаватчийка)              | доставчик на предмети за магически ритуали                         | екзекутирана юни 1679 |
| Жак Котон                             | изпълняващ черни меси, свързан с Ла Воазен                         | изгорен 1680 |
| П. Далма                              | свързан с Ла Шабоазиер                                             | изпратен във фабрика |
| Жил Даво                              | изпълняващ черни меси, свързан с Ла Воазен                         | екзекутиран 1681 |
| Етиен Дебре                           | свързан с Дешо                                                     | екзекутиран септември 1681 |
| Маргьорит Делапорт                    | отровителка, свързана с Ла Воазен                                  | доживотна присъда с lettre de cachet в Бел Ил ан Мер                                                                                      |
| Жак Дешо (пастир)                     | магьосник                                                          | екзекутиран 1681 |
| Лузон Деслож                          | свързан с Маргьорит Жоли                                           | обесен декември 1681 |
| Ла Доде                               | отровителка                                                        | самоубийство в затвора |
| Луиз Дюскулсие                        | отровителка, любовница на Далма                                    | |
| Франсоаз Филастр                      | отровителка                                                        | екзекутирана 1680 |
| Луи Гале                              | отровител                                                          | доживотен затвор с lettre de cachet в Замъка на Безансон                                                                                  |
| Мадам Гездон                          | отровителка                                                        | доживотен затвор с lettre de cachet (умира август 1717)                                                                                   |
| Етиен Гибур                           | изпълняваща черни меси, свързана с Ла Воазен                       | доживотна присъда с lettre de cachet в Замъка в Безансон                                                                                  |
| Маргьорит Жоли                        | гадателка, отровителка                                             | изгорена декември 1681 |
| Латур (каменоделец)                   | свързан с черни меси                                               | доживотен затвор с lettre de cachet в Шато дьо Салис                                                                                      |
| Катрин Лапер                          | правеща аборти                                                     | екзекутирана юни 1679 |
| Адам Лесаж                            | магьосник, ръководи черни меси, свързан с Ла Воазен                | доживотна присъда с by lettre de cachet Замъка в Безансон                                                                                 |
| Катрин Лерой                          | свързана с Ла Воазен и ла Шабоасиер                                | доживотна присъда с lettre de cachet в Бел Ил ан Мер                                                                                      |
| Жан Леру                              | свързан с Ла Воазен                                                | екзекутиран април 1680 |
| Марго (прислужничка на Ла Воазен)     |                                                                    | доживотна присъда с lettre de cachet в Сент Андре дьо Салан                                                                               |
| Франсоа Мариот (абат)                 | свързан с Ла Воазен и с Лесаж                                      | умира в затвора 1682 |
| Ан Мелен                              | отровителка, свързана с Маргьорит Жоли                             | обесена дек. 1681 |
| Франсоа Буше, виконт на Монмайор      | астролог от Люксембург                                             | доживотна присъда с lettre de cachet в Шато дьо Салис                                                                                     |
| Маргьорит Мондвоазен                  | дъщеря на Ла Воазен                                                | доживотна присъда с lettre de cachet в Бел Ил ан Мер                                                                                      |
| Кристоф Морьо (пастир)                | отровител, магьосник                                               | екзекутиран септ. 1681 |
| Романи                                | отровител, свързан с Ла Воазен                                     | доживотна присъда с lettre de cachet в замъка на Безансон                                                                                 |
| Ла Пелетиер                           | гадателка, доставчик на деца за черните меси, свързана с Ла Воазен | доживотна присъда с lettre de cachet в Бел Ил ан Мер                                                                                      |
| Метр Пиер                             | отровител                                                          | доживотна присъда с lettre de cachet |
| Ан Полини                             | отровителка                                                        | екзекутирана юли 1681 |
| Ла Поиняр                             | участничка в организирането на черни меси                          | доживотна присъда с lettre de cachet |
| Ла Пулен                              |                                                                    | доживотна присъда с lettre de cachet в Бел Ил ан Мер                                                                                      |
| Картин Трианон                        | отровителка, свързана с Ла Воазен                                  | самоубийство в затвора в нач. на 1681 |
| Ла Саломон                            | отровителка                                                        | доживотен затвор с lettre de cachet |
| Дениз Сандозм                         | отровителка                                                        | обесена юли 1681 |
| Луи дьо Ванан                         | алхимик                                                            | доживотна присъда с lettre de cachet в Сент Андре дьо Салан (умира дек. 1691)                                                             |
| Вотие                                 | отровител, свързан с Ла Воазен                                     | доживотна присъда с lettre de cachet |
| Мари Вигорьо                          | свързана с Ла Бос                                                  | умира от изтезание май 1679 |
| Ла Воазен                             | отровителка, гадателка                                             | изгорена на клада 22 февруари 1680 |
| Жан Бартоломина Ла Шабоасиер          | камериер на Луи дьо Ванан                                          | оследният екзекутиран в Аферата с отровите на 16 юли 1682 г.                                                                              |

### Клиенти
Тук са изброени хората, замесени в аферата с отрови, тъй като са клиенти на професионалистите по-горе. Тяхното наказание е споменато след името и ролята им.
| Име                                                          | Назначение          | Наказание/Съдба                                                                                 |
| ------------------------------------------------------------ | ------------------- | ----------------------------------------------------------------------------------------------- |
| Бенин, маркиз дьо Алуе                                       | Ла Воазен           | избягал от страната, за да избегне съдебен процес; по-късно му е позволено да се върне          |
| Пиер Бонар, секретар на херцог дьо Люксембург                | Лесаж               | осъден на галера през май 1680                                                                  |
| Мари Брисар                                                  | Ла Воазен и Лесаж   | глобена и заточена                                                                              |
| Мари дьо Брольо, маркиза дьо Каниляк                         | Ла Воазен           | никога не е изправена пред съда                                                                 |
| Ан Карада                                                    | Дешо и Дебре        | екзекутирана 25 юни 1681                                                                        |
| Луи дьо Гийем дьо Кастелно, маркиз дьо Сесак                 | Лесаж               | избягал от страната, за да избегне съдебен процес; върнат през 1691                             |
| Мадам Котар                                                  | Лесаж               | предупредена и глобена                                                                          |
| Мадам Десмарец                                               | Лесаж               | глобена                                                                                         |
| Франсоаз дьо Дрьо                                            | Ла Воазен           | изгонена от Париж, но изгнанието така и не е изпълнено                                          |
| Мадлен дьо ла Ферте, Марешал (ум. 1720)                      | Ла Воазен           | изписани                                                                                        |
| Антоан дьо Пас, маркиз дьо Фекиер (ум. 1711)                 | Ла Воазен           | никога не е изправен пред съда                                                                  |
| Мадам Фери                                                   | Ла Воазен           | екзекутирана май 1679                                                                           |
| Маргьорит Леферон                                            | Ла Воазен           | изгонена от Париж и глобена                                                                     |
| Мадам Лескалопиер                                            | Полини и Сандосм    | напуснала страната, за да избегне съдебен процес                                                |
| Жан Майар                                                    | Моро                | екзекутиран февруари 1682                                                                       |
| Олимп Манчини, графиня на Соасон                             | Ла Воазен           | заточена                                                                                        |
| Мария Анна Манчини, херцогиня дьо Буйон                      | Ла Воазен           | прокудена в провинцията                                                                         |
| Франсоа Анри дьо Монморанси-Бутевил, херцог на Люксембург    | Ла Воазен           | освободен                                                                                       |
| Маркиза дьо Монтеспан                                        | Ла Воазен           | никога неосъдена                                                                                |
| Мадам Филберт, по-рано Брюне (съпруга на Филип Ребий Филбер) | Ла Воазен           | обесена                                                                                         |
| Жаклин дю Рур, виконтеса дьо Полиняк († 1720 г.)             | Ла Воазен и Лесаж   | избягала от страната, за да избегне съдебен процес; върната през 1686 г., но прогонена от Париж |
| Маргьорит дьо Пулайон                                        | Мари Босе           | затворена в манастир                                                                            |
| Клод Мари дю Рур                                             | Ла Воазен и Лесаж   | освободена март 1680 г., прогонена от Париж                                                     |
| Мари Луиз Шарлот, принцеса дьо Тангри                        | Ла Воазен           | освободена                                                                                      |
| Мари Вертемар                                                | Ла Воазен           | осъдена на затвор                                                                               |
| Антоанет, херцогиня дьо Вивон                                | Ла Воазен и Филастр | никога не е изправена пред съда                                                                 |

## Подобни инциденти
През октомври 1702 г. Мари-Ан дьо Ла Вил е арестувана за това, че е създала нова организация, подобна на тази на Ла Воазен, но поради Аферата с отровите тя и нейните колеги никога не са изправени пред съда, а са затворени без съдебен процес с lettre de cachet.

## В художествената литература
През 1907 г. френският писател Викториан Сарду пише пиесата „Аферата с отровите“ . Това по-късно дава основата за филмова адаптация от 1955 г. със същото заглавие, режисирана от Анри Декойн. Романът на Марджъри Боуен от 1936 г. „Отровителите“ също се върти около инцидента.
Организацията на Ла Воазен и аферата с отровите е описана в романа на Джудит Меркъл Райли The Oracle Glass (1994).
Аферата с отровите е водещата нишка през втория сезон на френско-канадския телевизионен сериал Версай . Сериалът показва как придворните се опияняват с прахове и отвари; дори мадам дьо Монтеспан е представена като играеща основна роля в отравянията. В сериала Ла Воазен е променена на героинята Агат.
Албумът на шотландския спийд метъл изпълнител Хелрипър от 2020 г., озаглавен The Affair of The Poisons, съдържа лирични теми, базирани на скандала.

### Художествена литература
- Riley, Judith Merkle. The Oracle Glass.   Sourcebooks, 2012. ISBN 978-1-4022-7059-8.
- Charbonneau, Karen. The Wolf's Sun: Intrigue in 17th Century Brittany and Paris.   Ship's Cat Books, 2010. ISBN 978-0692749111.

### Видео
- Madmen / Murderers / Sorcery / Warmongers. Royal Secrets. Vol. 2. Discovery Channel. 1996

|  | Тази страница частично или изцяло представлява превод на страницата Affair of the Poisons в Уикипедия на английски. Оригиналният текст, както и този превод, са защитени от Лиценза „Криейтив Комънс – Признание – Споделяне на споделеното“, а за съдържание, създадено преди юни 2009 година – от Лиценза за свободна документация на ГНУ. Прегледайте историята на редакциите на оригиналната страница, както и на преводната страница, за да видите списъка на съавторите. ВАЖНО: Този шаблон се отнася единствено до авторските права върху съдържанието на статията. Добавянето му не отменя изискването да се посочват конкретни източници на твърденията, които да бъдат благонадеждни. |